# 數位印度
數位印度（英語：Digital India）是印度政府推出的一項旗艦倡議，經由改進網路基礎設施和增加網路連接，以電子方式向公民提供政府服務。這項倡議包括將農村地區與寬頻網路連接的計畫。數位印度有三個核心部分：發展安全穩定的數位基礎設施、提供數位化政府服務，以及普及民眾的數位素養。
印度總理納倫德拉·莫迪於2015年7月1日啟動"數位印度"這項倡議。此倡議也支援印度政府的其他計畫，例如印度寬頻網路有限公司（BharatNet）、印度製造、創業印度、工業走廊、印度花環計畫（大規模基礎設施發展計畫，以全面提升印度的國家公路和道路基礎設施）、阿姆利特印度車站計畫（在印度重新開發1,275個車站）印度自給自足計畫（在COVID-19疫情期間推廣的一個口號，希望實現經濟自給自足和國家發展）。
印度網際網路用戶數量於近年來有所增加，但頻繁出現的資料外洩事件引發人們對"數位印度"倡議成效的擔憂。

## 歷史
數位印度倡議由印度總理納倫德拉·莫迪於2015年7月1日啟動，目的為向該國農村地區提供寬頻網路，並提升國民的數位素養。此項倡議將促使印度農村地區的電子服務、產品、製造和就業機會能有包容性的成長。倡議主要專注於三個關鍵領域：為國民提供數位基礎設施、根據需求而提供的治理和服務，以及公民的數位賦權。

## 數位印度倡議
印度政府擁有的印度寬頻網路有限公司所執行的BharatNet專案，負責管理並維護數位印度計畫。

### 新數位服務
透過這項倡議所提供的一些服務包括有寬頻網路、數位儲物櫃、電子教育 (e-education)、電子健康 (e-health)、電子簽名 (e-sign)、電子購物 (e-shopping) 和國家獎學金入口網站。印度政府在執行數位印度的過程中，也規劃建立專門協助民眾清理電腦惡意軟體（即殭屍網路）的中心。*國家電子化治理計畫將用於把所有前端政府服務線上化。
- MyGov.in（英语：MyGov.in）是一個用於對政策和治理事務分享意見和想法的平台。[18]主要透過討論、執行和傳播的方式以促進公民參與治理。[10]
  - 新時代治理統一行動應用程式（英语：UMANG）是一款一站式、整合、安全、多管道、多平台、多語言、多服務的免費行動應用程式，可在Android、iOS、Microsoft Windows和非結構化補充服務資料（USSD）裝置上使用，提供超過1,200項中央和邦政府服務，並支援多種印度官方語言。服務內容廣泛，包括Aadhaar（英语：Aadhaar）（生物辨識身分証制度）、數位儲物櫃、帳單支付系統（英语：Bharat Connect）、僱員公積金組織（英语：Employees' Provident Fund Organisation）服務、總理技能發展計畫（英语：Pradhan Mantri Kaushal Vikas Yojana）服務、全印度技術教育理事會（英语：All India Council for Technical Education）（AICTE）服務、中央中等教育委員會（英语：Central Board of Secondary Education）（CBSE）服務、稅務與費用或公用事業帳單支付、教育、求職、稅務、商業、健康、農業、旅遊、印度鐵路車票預訂、出生證明、電子縣 (e-District)、電子村委會 (e-Panchayat)、警察許可、護照、來自私人公司的其他公用事業服務等等。[19]
  - 電子簽名框架 (eSign framework) 允許公民使用Aadhaar身份在線上對文件進行數位簽署。[10]
  - 清潔印度運動行動應用程式正被民眾和政府組織用於改善印度公共衛生。[10]
  - 電子醫院應用程式提供重要的服務，例如線上掛號、費用支付和預約、線上診斷報告、線上查詢血液庫存等。[20][21]
  - 數位考勤：總理納倫德拉·莫迪於2015年7月1日啟用[8]attendance.gov.in，[22]以即時記錄政府員工的出勤情況。[23]這項數位考勤最早是在德里中央政府辦公室以生物辨識考勤系統開始實施的。[24]
- 後端數位化 (Back-end digitization)
  - 根除黑錢：印度於2016年聯邦預算中宣佈十一項技術倡議，包括使用數據分析來防止逃稅。[25]數位素養任務將涵蓋六千萬戶農村家庭 。[25]此外也計畫透過技術應用，將全國550個農民市集連接。[26]
- 促進公民數位賦權的設施 
  - 數位儲物櫃 ，幫助公民以數位方式儲存重要文件，例如永久帳號卡（PAN卡）、護照、成績單、駕駛執照、Aadhaar卡和學位證書。數位儲物櫃將提供對政府簽發文件的安全存取。它使用Aadhaar提供的身分驗證服務，以消除實體文件的使用，並讓政府機構之間能夠共享經過驗證的電子文件。數位儲物櫃的三個主要利益相關者是：公民 (Citizen)、發行者 (Issuer) 和請求者 (Requester) 。[10][27][28]
  - 商業流程委外（BPO）與就業成長政府計畫在各邦建立28,000個業務流程委外工作職位，並在每個邦的村務委員會 (gram panchayats) 中至少設立一個共通服務中心（英语：Common Service Centre） 。[29]
  - e-Sampark（英语：e-Sampark）方言電子郵件服務。印度10%的英語使用者中，只有2%居住在農村地區。其餘的人在日常生活中都依賴當地方言。然而電子郵件地址截至目前只能以英文創建。為將印度農村地區與"數位印度"連結，印度政府推動電子郵件服務供應商，包括Google、微軟和雷迪夫網，提供地區語言的電子郵件地址。.[30]一家名為Data Xgen Technologies Pvt Ltd的印度公司已經推出世界上第一個免費的語言電子郵件地址，命名為"DATAMAIL" ，[31]允許以八種印度語言、英文，以及三種外語（阿拉伯語、俄語和中文）創建電子郵件ID。Data XGen Technologies在一段時間內達到提供22種語言的電子郵件服務。[32]
  - 印度商業促進計畫 (India Business Promotion Scheme, IBPS) 設立的目的在刺激全國商業流程委外和資訊技術服務 (Information Technology Enabled Services, ITES) 產業的成長，擁有49.3億盧比的預算。[33][34][35]

數位儲物櫃擴展 數位儲物櫃截至2025年6月已擁有超過5.384億註冊用戶，並以數位發行超過94.924億份文件。它被廣泛用於Aadhaar身份證、駕駛執照、中央中等教育委員會成績單和COVID-19疫苗證書。該平台已整合到多個邦政府服務和私人應用程式中。

### 培訓
總理農村數位素養運動 (Pradhan Mantri Gramin Digital Saksharta Abhiyan，簡稱PMGDisha ) 的預算為235.138億盧比，目標是到2020年3月促使6千萬農村家庭熟悉網路運作 。PMGDisha是"數位印度"計畫下的一項倡議，由總理納倫德拉·莫迪主持的聯邦內閣 (Union Cabinet) 批准。PMGDisha的主要目標是使印度全國農村地區的6千萬人具備數位素養，這項計畫希望能涵蓋每個符合條件的農村家庭中至少一名成員，期望能拓展到約40%的印度農村家庭。 

## 電子內閣
安德拉邦政府首席部長N. Chandrababu Naidu及其他部長於2014年利用e-Cabinet應用程式舉行印度首次無紙化的電子內閣會議 (e-Cabinet meeting) 。部長們透過筆記型電腦或平板電腦登入應用程式，以電子形式查閱內閣會議議程。

### E-Pragati
E-Pragati（安得拉邦邦級企業架構，Andhra Pradesh State Enterprise Architecture)，是一個框架，將34個部門整合到單一平台，為超過3,000萬公民提供750項服務。

### Bhudhaar
Bhudhaar是2018年的一項電子化治理專案，為安德拉邦境內的每一塊土地分配一個11碼的獨特編號，這也是E-Pragati計畫中土地中心的一部分。Bhudhaar的主管機構Bhuseva Authority是一個跨部門委員會，負責實施和監控其進度。最終是土地相關交易計畫使用Bhudhaar作為單一的真實來源，以減少相關糾紛。安德拉邦議會於2019年2月20日通過將Bhudhaar編號在土地文件中合法使用。

### e-Panta (作物預訂)
電子作物預訂 (e-Crop booking) 是一個與安德拉邦公司e-Panta合作推出的Android應用程式，以收集作物資訊並分析全邦的種植趨勢，以及了解該邦的現有作物狀況。由於該邦的耕地已根據經緯度細分和就運用情況進行記錄，因此在作物損害和保險情況時，也可提供照片作為證據。當地官員接受培訓，使用平板電腦捕捉農田的作物細節，並在每個作物季節將作物細節上傳到伺服器。其功能包括將作物細節線上傳輸到Webland (土地記錄管理網站)、作物損害保險的證據、銀行作物貸款的證據、作物模式和水稅需求分析，以及該邦每塊土地的 GPS定位。該行動應用程式涵蓋有土地利用和顯示某塊土地過去的用途變化記錄。

### 土地貸款登記
安德拉邦政府的土地貸款登記專案最初開發的目的為遏止針對農地提供虛假和重複的貸款。銀行家透過這個模組可以驗證adangal（農業土地記錄） 和ROR-1B（權利記錄）副本中的土地詳細資訊，並了解同一塊土地上是否有任何已申請的貸款。該應用程式涵蓋安德拉邦的金融機構，如銀行、基層農業合作社 (Primary Agricultural Cooperative Societies, PACS)，以及註冊部門的次登記官辦公室 (Sub Registrar offices)。該邦近780萬農民和2.25億邦民，以及61家主要銀行、PACS和擁有6,000個分行的地區合作銀行，都運用此應用程式來核發貸款，並設定相關登記。

## 成果

### 迴響

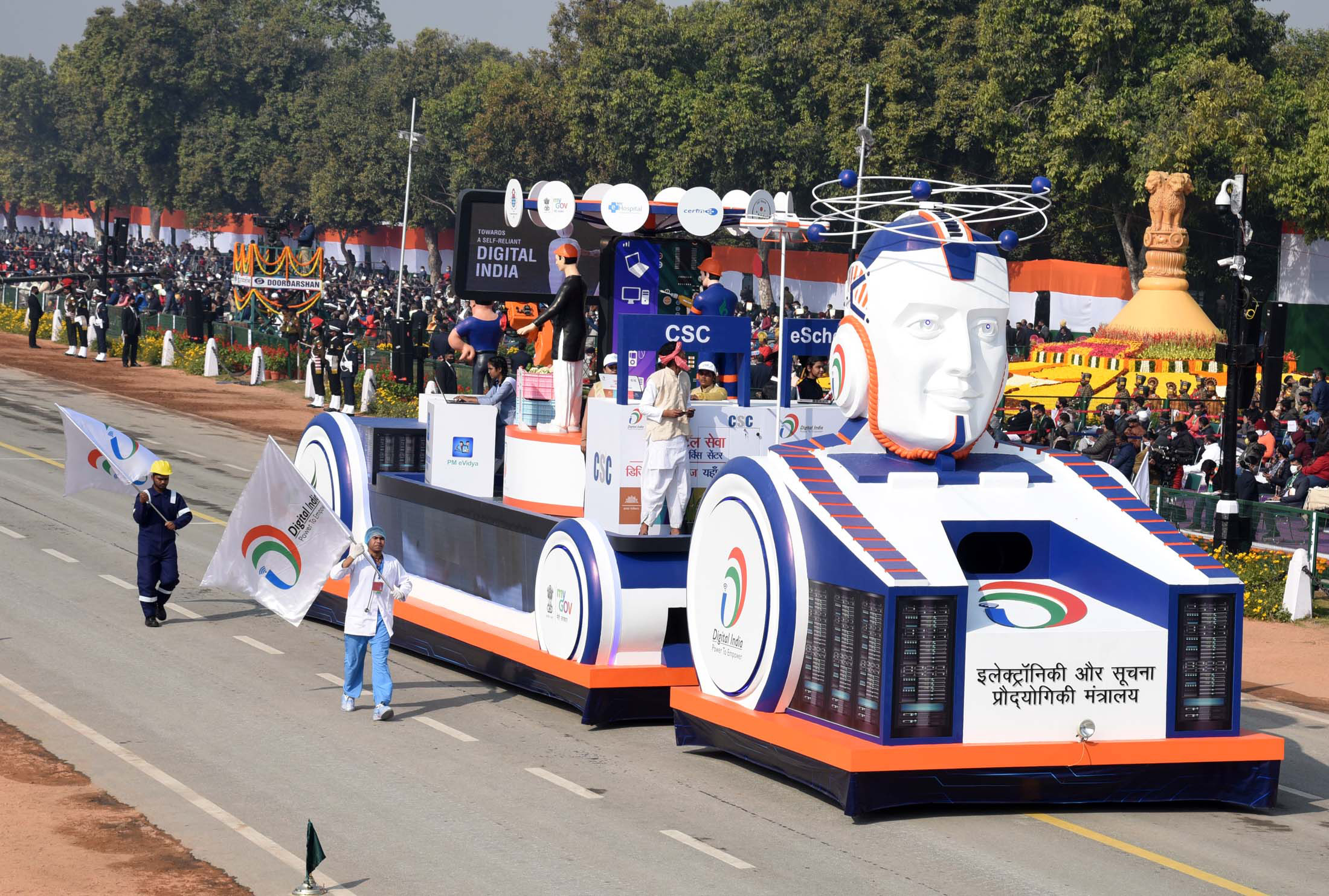
在2021年1月23日新德里舉行的第72屆印度共和國日慶祝活動中，印度通訊部和印度電子資訊科技部的主題花車駛過責任大道。

越南政府於2017年與印度政府展開討論，希望仿效印度在網路安全和電子化治理方面的做法 。
總理莫迪於2015年7月1日在德里主持"數位印度週" 的啟動儀式。會中，來自印度國內外的企業執行長們共同承諾，將投入約224.5兆盧比（約當2.7兆美元）來支持這項數位印度倡議。。這些執行長表示投資將用於在印度，以可負擔的價格製造智慧型手機和網路設備，將有助於在印度創造就業機會，並將從國外進口的成本降低。
莫迪於2015年9月到美國訪問期間，加利福尼亞州矽谷的企業領袖們表達他們對數位印度的支持。Facebook執行長馬克·祖克柏將他在Facebook上的個人資料照片更換成與數位印度計畫相關的圖片，並在Facebook上發起串聯，承諾在印度農村地區推動WiFi熱點建置。Google承諾為印度500個火車站提供寬頻連接。微軟同意為印度50萬個村莊提供寬頻連接，並透過在印度的資料中心將印度打造成雲端運算中心。高通宣佈對印度新創公司投資1.5億美元。甲骨文計畫在20個邦進行投資，並將致力於支付和智慧城市任務的建設。然而在印度國內，網路專家對Facebook提出的internet.org計畫（後改名為Basic Internet plans，是Facebook為開發中國家提供免費的基礎網路服務，但引發網路中立性的爭議）表示擔憂，並將總理與祖克柏的友好視為政府間接批准這項爭議性倡議的行為。印度英文版報紙《政治家報》報導："印度總理納倫德拉·莫迪在加州與Facebook執行長馬克·祖克柏之間的化學反應，或許在矽谷受到熱情歡迎，但在印度國內，許多社群媒體愛好者和網路活躍人士卻感到失望"。隨後總理辦公室澄清表示，將不惜一切代價維護網路中立性，並將Basic Internet plans否決。數位印度也對促進印度鐵路的利益產生影響（體現在提升服務效率與便利性、優化營運管理及推動基礎設施現代化等） 。
截至2024年3月，印度約有9.544億網際網路用戶，較2014年3月的2.5159億有大幅成長。增長主要得益於農村地區使用的增加，農村用戶數量已達到3.9835億。哈里亞納邦的潘切庫拉縣因在數位印度運動中表現最佳而於2015年12月28日獲得表揚。截至2018年，印度每月新增1,000萬網際網路用戶，當時這是全球最高的網際網路用戶增加率 。

### 批評
數名學者對資通訊科技 (ICTs) 在發展中的應用提出批評。有些人對"技術決定論" （即認為資通訊科技是解決世界問題的萬靈丹）抱持異議。而認為政府必須根據各自國家的具體政治和社會背景來調整解決方案。其他人則指出，科技會放大潛在的體制力量，因此科技必須伴隨政策和體制上的重大變革，才能產生有意義的影響。
人們認為需對這些動輒耗資巨資的政府和資通訊科技 (ICT) 發展計畫的實際價值進行更多研究。印度的科技革命受益的，在很大程度上是已享有特權的印度人。此外，要讓這些數位化計畫真正惠及所有印度人民非常困難，因為這不僅需要擴大規模，更關鍵的是要克服根深蒂固的觀念和制度上的障礙 。許多資通訊科技研究已在喀拉拉邦、安德拉邦和古吉拉特邦進行，但較貧困的邦，如比哈爾邦和奧迪薩邦卻鮮少被提及。
有些人認為數位印度這項計畫是印度政府長期以來偏袒信實工業行為的延續，這種偏袒過去曾以修改印度電信監管局法規以圖利該公司的方式體現。信實工業旗下的數位服務公司Jio Platforms曾多次引用數位印度倡議以推動其行銷宣傳。
政府也因頻繁的資料外洩而面臨批評。Aadhaar生物辨識系統則因容易成為駭客目標而受到批評 。

## 外部連結
- 官方网站
- Ministry of Electronics & IT

Template:Government Schemes in India